# ۵۷۹ (خورشیدی)
۵۷۹ پانصد و هفتاد و نهمین سال هجری خورشیدی است.

## زادگان
- ۵ اسفند - خواجه نصیر طوسی (درگذشت: ۶۵۳)، شاعر، فیلسوف، متکلم، فقیه، دانشمند، اندیشمند، ریاضیدان و منجم ایرانی